# 100 Miles and Runnin'
100 Miles and Runnin' is een ep van de Amerikaanse hiphopgroep N.W.A uit 1990.

## Achtergrond
Het nummer "Real Niggaz" (track nr. 4) stond ook op het volgende album Efil4zaggin (track nr. 9). De overige vier nummers waren bonustracks op de geremasterde versie van Efil4zaggin uit 2003. Bij het verschijnen van de ep was Ice Cube al vertrokken en ontwikkelde N.W.A zich naar Eazy-E-achtige teksten, over seks en wapens, en minder over politieke onderwerpen, armoede en politiegeweld. Deze ontwikkeling van de teksten van de groep zou zich nog verder doorzetten op het volgende album, Efil4zaggin.
MC Ren reageerde op de woede van de FBI op het vorige album Straight Outta Compton met de tekst: "About the FBI, there whole fuckin' family is wearing our T-shirts".
Op de track "Kamurshol" wordt het volgende album, Efil4zaggin, aangekondigd. Efil4zaggin is het omgekeerde van 'Niggaz4life' en als de track 
"Kamurshol" achterstevoren wordt afgespeeld, is verscheidene keren 'Niggaz4life' te horen.
In het nummer "Real Niggaz" wordt Ice Cube gedisst vanwege zijn vertrek bij de groep het jaar daarvoor.

## Nummers
| Nr. | Titel                 | Lengte | Met                   | Producer           |
| --- | --------------------- | ------ | --------------------- | ------------------ |
| 1   | 100 Miles and Runnin' | 4:32   | Dr. Dre Eazy-E MC Ren | Dr. Dre & DJ Yella |
| 2   | Just Don't Bite It    | 5:28   | MC Ren                | Dr. Dre & DJ Yella |
| 3   | Sa Prize, Pt. 2       | 5:58   | Dr. Dre Eazy-E MC Ren | Dr. Dre & DJ Yella |
| 4   | Real Niggaz           | 4:27   | Dr. Dre Eazy-E MC Ren | Dr. Dre & DJ Yella |
| 5   | Kamurshol             | 1:56   | Dr. Dre Eazy-E MC Ren | Dr. Dre & DJ Yella |

### Bij de heruitgave uit 2003 van Efil4zaggin als bonusnummers
| Nr. | Titel                 | Lengte | Met                   | Producer           |
| --- | --------------------- | ------ | --------------------- | ------------------ |
| 9   | Real Niggaz           | 4:27   | Dr. Dre Eazy-E MC Ren | Dr. Dre & DJ Yella |
| 19  | 100 Miles and Runnin' | 4:32   | Dr. Dre Eazy-E MC Ren | Dr. Dre & DJ Yella |
| 20  | Just Don't Bite It    | 5:28   | MC Ren                | Dr. Dre & DJ Yella |
| 21  | Sa Prize, Pt. 2       | 5:58   | Dr. Dre Eazy-E MC Ren | Dr. Dre & DJ Yella |
| 22  | Kamurshol             | 1:56   | Dr. Dre Eazy-E MC Ren | Dr. Dre & DJ Yella |

## Singles
| 1990 | Titel                 | Lengte | Met                   | Producer           |
| ---- | --------------------- | ------ | --------------------- | ------------------ |
| 1990 | 100 Miles and Runnin' | 4:32   | Dr. Dre Eazy-E MC Ren | Dr. Dre & DJ Yella |

Eazy-E · Dr. Dre · Ice Cube · MC Ren · DJ Yella · Arabian Prince